# Prescottia nivalis
Prescottia nivalis är en orkidéart som beskrevs av João Barbosa Rodrigues. Prescottia nivalis ingår i släktet Prescottia och familjen orkidéer. Inga underarter finns listade i Catalogue of Life.

## Bildgalleri

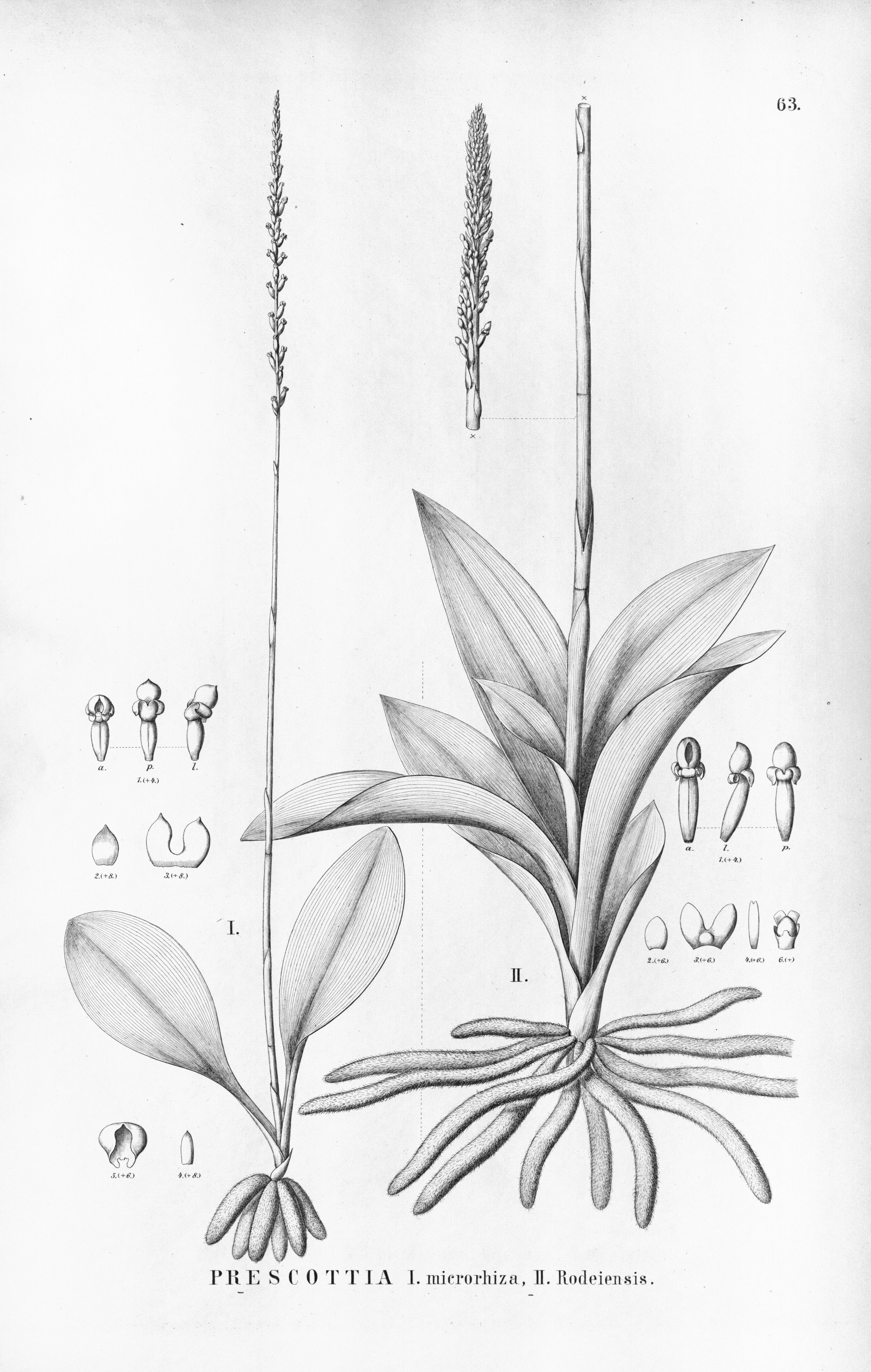